# 金挖耳
金挖耳（学名：Carpesium divaricatum），又名烟管草，为菊科天名精属的植物。分布在日本、朝鲜以及中国大陆的华东、华中、西南、华南、东北等地，生长于海拔100米至2,000米的地区，多生于路旁或山坡灌丛中，目前尚未由人工引种栽培。